# Duna-völgyi-főcsatorna
A Duna-völgyi-főcsatorna az Alföld középső részén, a Duna-Tisza közén található és a Duna bal-parti vízgyűjtő területéhez tartozik. A Duna-Tisza-csatornából indul Dabas-Sárinál, a Sári zsiliptől és Bajánál torkollik a Dunába.

## Leírása

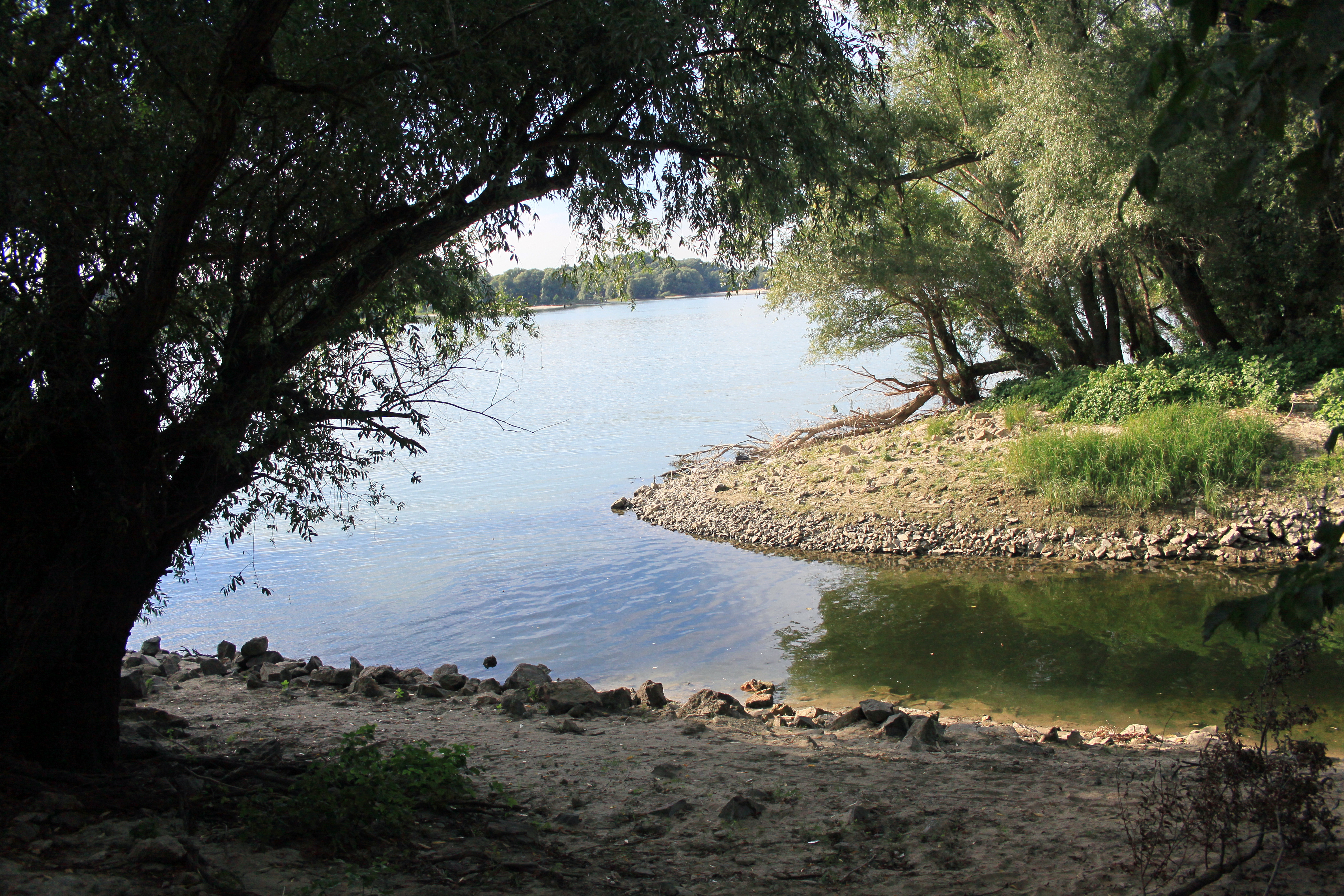
A Duna-völgyi-főcsatorna torkolata Bajánál

A csatorna szélessége átlag 20-25 méter, néhol azonban keskenyebb vagy pedig szélesebb. 
Mélysége: 1-3 méter, vízállástól és a mederviszonyoktól függően. Vize tiszta, nyáron hínaras, gyorsfolyású, mivel keskeny és mély. Partját nád,  egyes szakaszokon pedig fák szegélyezik.

## Története
Az 1900-as  évek  elején indult meg belvizek levezetésére a  belvízmentesítő csatornahálózat építése. A Duna-völgyi-főcsatorna építését 1912-ben kezdték meg Bajánál, és 1929-re készült el. A Ráckevei (Soroksári)-Duna folyócsatornázását követően az 1930-as évek elején kezdődött meg a Soroksári Duna-menti belvízrendszer kiépítése. A Duna–Tisza-csatorna Dunaharaszti-Dabas közti 22 km hosszú szakasza pedig 1947-1949 között főleg vízellátási célból épült meg. 

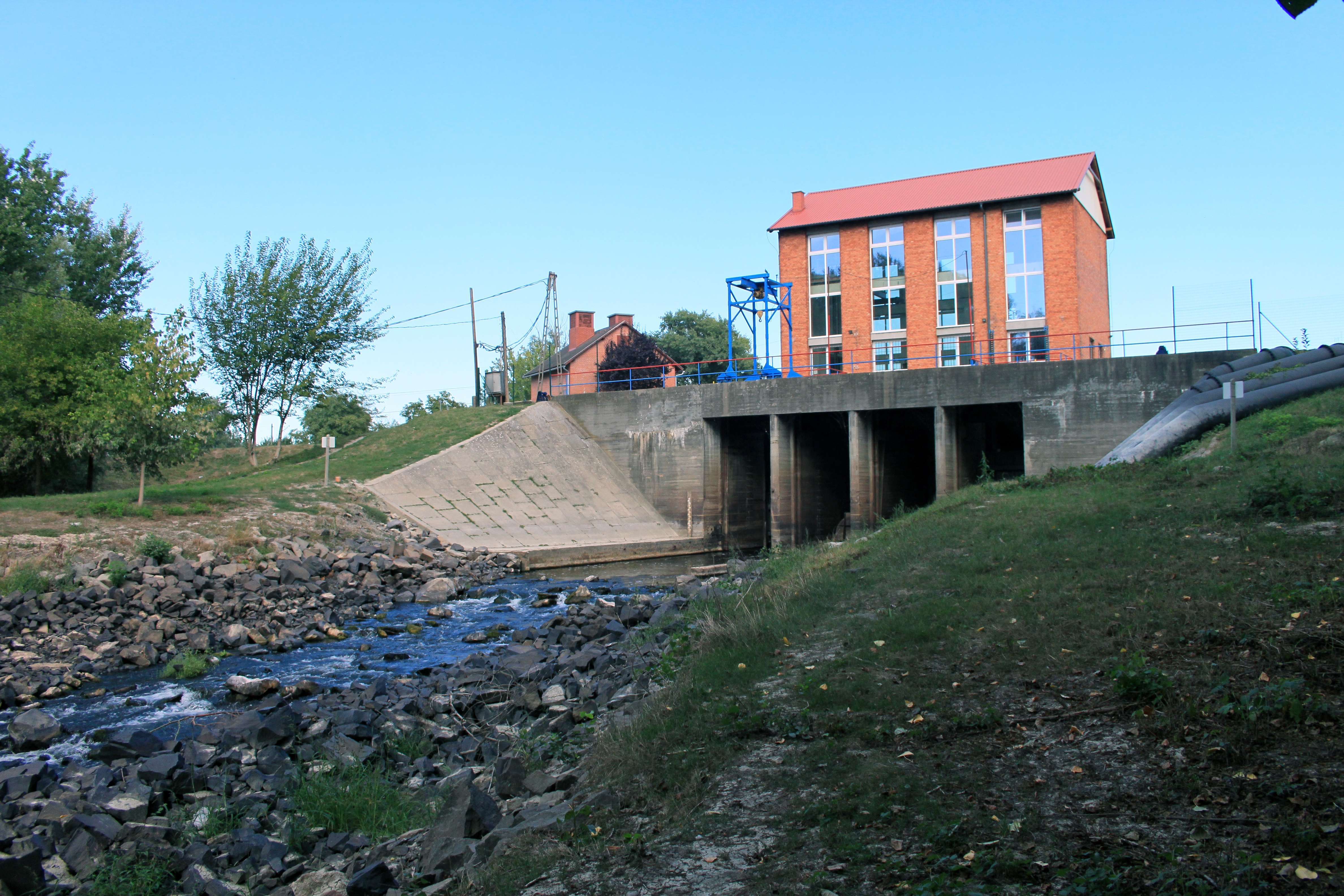
A Duna-völgyi-főcsatorna zsilipje Bajánál

A kiépült Duna-völgyi vízrendszerrel megtörtént Magyarország egyik utolsó mocsárvilágának lecsapolása is. A vízrendszer hiányosságai azonban az 1936-os, majd az 1940-1942 évi  rendkívüli belvizes időszak során megmutatkoztak. 1942-ben például 170.000 ha-on okoztak vízkárt. A főcsatorna szűk  mederszelvénye és a hosszú gravitációs levezetés szükségessé tette árapasztó csatornák és belvízátemelő szivattyútelepek  építését is. A Duna-völgyi-főcsatorna torkolati szivattyútelepét Bajánál 1972-ben helyezték üzembe, majd  2002-ben sor került bővítésére is.  A  szivattyútelep 11,0 m3/s teljesítményével magas dunai vízállásoknál is biztosítja a belvíz levezetését.
A belvízmentesítésre kiépített csatornahálózatot az 1950-es évek végétől fokozatosan kettős működésűvé alakították át, azaz öntözővíz szolgáltatásra is alkalmassá tették.

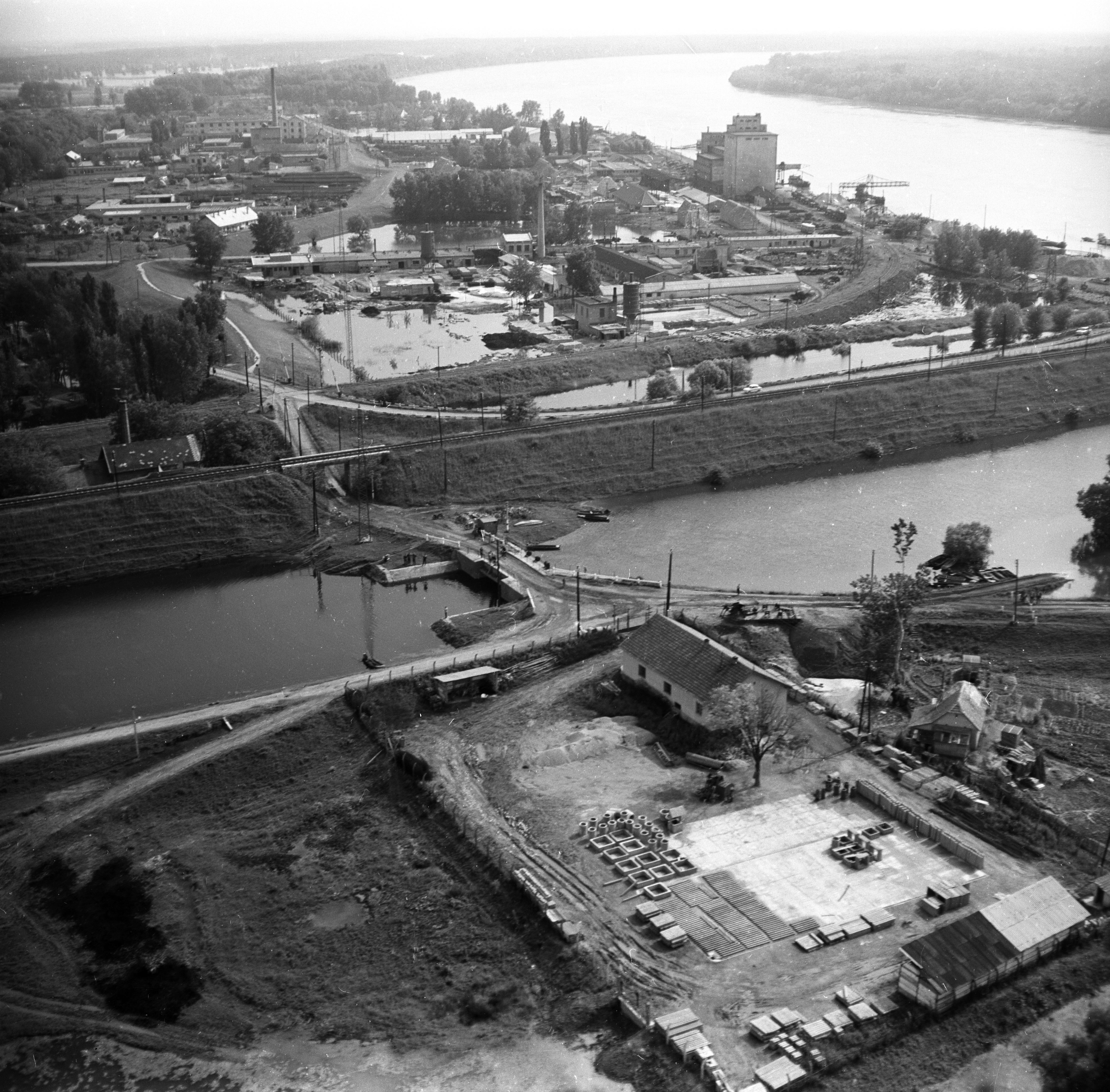
A Duna-völgyi-főcsatorna torkolata Bajánál egy 1965-ös légifelvételről

## Települések a csatorna mellett
- Kunpeszér
- Kunszentmiklós
- Kunadacs
- Szabadszállás
- Fülöpszállás
- Kiskőrös
- Hajós
- Érsekhalma
- Császártöltés
- Nemesnádudvar
- Sükösd
- Baja